# John Connor
John Connor es un personaje de ficción en el universo de la saga Terminator. En un posible futuro postapocalíptico en el que las máquinas son dominantes, John Connor es el líder del grupo rebelde llamado "La resistencia", que se opone a las máquinas. Skynet, el sistema de inteligencia artificial que dirige a las máquinas, decide que Connor es el principal sostén de la rebelión y que su muerte significaría el fin de la oposición. De esta forma, tras varios intentos fallidos de asesinarle durante la guerra, Skynet decide enviar una serie de máquinas al pasado (T-800, T-1000 y T-X) para terminar con John Connor durante varios estados de su vida, en un intento por acabar con él antes de que la guerra comience.

## Descripción
Su padre es un soldado del futuro enviado por el mismo John para proteger a su madre en 1984, mismo año en que Connor fue concebido. Su nombre es Kyle Reese, pero fallece antes de que su hijo naciera. Según varios relatos, su infancia fue poco común, pues se la pasó aprendiendo a usar armas, pilotar vehículos, manejar explosivos, aprender electrónica básica, etc; mientras su madre (Sarah Connor) trataba de relacionarse con cualquiera que lo adiestrara y le formase para ser un gran líder militar. Eventualmente la obsesión de Sarah con el Juicio Final les pasaría la cuenta cuando fue detenida por intentar llevar a cabo un atentado contra una corporación informática y perdiera la tutela de su hijo, quien fue entregado a una familia adoptiva.
A los 10 años John, convencido de que su madre había perdido la cordura, era un delincuente juvenil sobre el cual sus nuevos padres tenían muy poco control. En esta época logró sobrevivir al envío de un T-1000 junto a su madre protegidos por lo más cercano que tuvo a un padre, un T-800 modelo 101 (interpretado por Arnold Schwarzenegger) capturado, reprogramado y enviado al pasado por la Resistencia para ser su guardián. Después de que este último se "autoexterminara" en una cuba de fundición para evitar que su tecnología fuera un peligro potencial para el futuro, John migró con su madre a Texas, donde Sarah falleció a causa de leucemia en 1997. 
Años más tarde, John se volvería un desconocido para el mundo, porque vivía moviéndose, sin hogar, nombre ni teléfono (para evitar dejar registros escritos que permitieran ser localizado por Skynet desde el futuro). Durante un intento de atenderse las heridas ocasionadas por un accidente, se encuentra con Katerine Brewster, su futura esposa, madre de sus hijos, que tendría un papel importante en la Resistencia y también la persona con quien escapa del T-X, ayudados por un T-850 no muy diferente al anterior (este mismo terminator asesinó a John en el futuro, luego fue reprogramado por Kate y enviado al pasado como protector) y con quien tratarían de parar el "Día del Juicio Final" nuevamente, destruyendo a Skynet antes de que tomara consciencia. El intento fue fallido, entonces en un refugio antibombardeos, empezaría su papel de líder de la resistencia, némesis de Skynet y posteriormente el salvador.
En el año 2018, mientras comandaba una de las divisiones de la Resistencia y Katherine esperaba su primer hijo, rescata a un joven llamado Kyle Reese de un campo de concentración de Skynet y se enfrenta al primer modelo T-800 creado, aunque logra derrotarlo y salvar al muchacho la máquina desfigura su rostro y lastima su corazón por lo que debe someterse a un trasplante y adquiere una cicatriz a lo largo de su mejilla izquierda que se volverá uno de sus rasgos característicos. Ese mismo día debe asumir el liderazgo de la Resistencia después que los altos mandos fueran asesinados en una emboscada planeada por Skynet.
Tras ser rescatado, Kyle Reese es entrenado y educado por John, convirtiéndose en su mano derecha pero sin jamás revelarle su destino. En el año 2029 los esfuerzos de la Resistencia dan finalmente frutos y Skynet es destruida, sin embargo tras su victoria descubren que había creado un dispositivo de desplazamiento temporal y antes de ser destruida logró enviar un T-800 a 1984 para asesinar a Sarah Connor por lo que envía a Kyle para que la proteja dando así inicio a la paradoja que le permitió nacer. En 1998, Skynet manda a Guatemala al T-800 modelo 101, que asesina a John Connor en la playa delante de su madre.

## Intentos de asesinatos

### 12 de mayo de 1984
Un T-800 es enviado al pasado, al año 1984 (12 de mayo), a Los Ángeles, 1:52 a. m. para asesinar a Sarah Connor, madre de John, antes de que este naciera. Por su parte, el futuro John Connor envía a su propio padre, el sargento Kyle Reese al mismo día, a las 2:01 a. m. para impedir este asesinato y además para concebirlo. En Terminator Genesis podría haber sido alterado con la llegada del T-1000 y exterminado el T-800 por el otro T-800 junto a la guerrera Sarah Connor.

### 8 de junio de 1995
El segundo Terminator enviado por Skynet es el T-1000, un androide más avanzado. Este cyborg llega al 8 de junio de 1995 a las 4:58 a. m. para matar a John Connor cuando este tiene diez años, según la computadora del auto de policía. En el futuro, John Connor envía a las 3:58 a. m. un CSM 101 Serie T-101 versión 2.4 (Según lo que muestra el HUD del exterminador en T2 (en The Terminator, el exterminador es una unidad de la misma serie, pero versión 2.4) reprogramado para que proteja y obedezca al joven Connor. En la serie The Sarah Connor Chronicles dice que este episodio fue en 1997.

### 4 de febrero de 1998
Tres años después de anular la amenaza de Skynet, Sarah y John Connor viven una vida tranquila después de eliminar a varios Terminators que Skynet envió a través del tiempo antes de ser borrada de la historia. Sin saberlo, un Terminator T-800 los localiza en Livingston, Guatemala, atacándolos en un restaurante en la playa y asesinando brutalmente a John Connor antes de desaparecer, dejando a Sarah anímicamente devastada.

### 24 de julio de 2004
El tercer Terminator enviado al pasado es el (la) T-X, que llega al 24 de julio de 2004 a las 1:14 a. m. Además de Connor y de su futura esposa, los objetivos de este cyborg son los compañeros de Connor en la guerra. La resistencia envía a un T-850 reprogramado para proteger a John y a Kate Brewster, pero no fue enviado por el futuro Connor, sino por su esposa, ya que el líder de la resistencia humana había sido asesinado. Un día después, comienza el ataque termonuclear de Skynet.

### Año 2018
En la película Terminator Salvation John recibe una puñalada por la espalda por el primer T-800 creado. Su corazón queda dañado así que un cyborg llamado Marcus Wright dona su corazón para salvarle la vida a John Connor y de alguna forma salvar al salvador. 

### 4 de julio de 2032
John Connor es exterminado por el T-850, pero debido a que en Terminator 3: La rebelión de las máquinas es informado de ello, el futuro podría haber cambiado. En Terminator Génesis, debido a la llegada del T-1000 y el T-800 al año 1973, esta línea temporal fue alterada, por lo que dicho asesinato no se llegaría a producir. En Terminator: Dark Fate John muere asesinado por el T-800 en Guatemala en 1998 y los incidentes de Terminator 3 y Terminator Salvation ya no existen.

## Actores que han interpretado el papel de John Connor
- Edward Furlong, como John de niño, en Terminator 2: el juicio final , T2 3-D: La Batalla a través del tiempo y Terminator: Dark Fate.
- Michael Edwards es John Connor del futuro. Aparece brevemente en Terminator 2: el juicio final.
- Thomas Dekker, como John adolescente, en Terminator: The Sarah Connor Chronicles.
- Nick Stahl, como el joven John y John del futuro, en Terminator 3: La rebelión de las máquinas.
- Christian Bale, como el John adulto y líder de la resistencia humana en Terminator Salvation.
- Jason Clarke, como el John adulto y como T-3000 en Terminator Génesis.
- Jude Collie, como el John adolescente con el rostro CGI de Edward Furlong adolescente en Terminator: Dark Fate.